# Asosa (zone)
Pour les articles homonymes, voir Asosa (homonymie).
La zone Asosa est l'une des trois zones de la région Benishangul-Gumuz en Éthiopie. Cette zone est bordée, au nord-est, par le fleuve Abbay et, à l'est, par le fleuve Dabus.
La principale ville de la zone est Asosa. Le point le plus élevé est le mont Bambasi.

## Woredas
La zone était composée de 8 woredas avant 2007.
Depuis la transformation de Begi en woreda spécial sous le nom de Mao Komo, la zone comprend 7 woredas, :
- Asosa ;
- Bambasi ;
- Komesha ;
- Kurmuk ;
- Menge ;
- Oda Buldigilu ;
- Sherkole.

## Démographie
D'après le recensement national de 2007 réalisé par l'Agence centrale de la statistique (Éthiopie), la zone compte 310 822 habitants et 87 % de la population est rurale.
Avec une superficie de 13 013,42 km2[réf. souhaitée], la densité de population est de 24 personnes par km2.
Après la ville d'Asosa qui compte 24 214 habitants au recensement de 2007, les agglomérations les plus importantes sont Bambasi (9 146 habitants) et Bilidigilu (3 165 habitants).
| Woreda        | Population 2007 | Agglomérations, |
| ------------- | --------------- | --------------- |
| Asosa         | 104 147         | Asosa           |
| Bambasi       | 48 694          | Bambasi         |
| Komesha       | 21 744          | Komesha         |
| Kormuk        | 16 734          | Hore Azahab     |
| Menge         | 40 240          | Menge           |
| Oda Buldigilu | 54 584          | Bilidigilu      |
| Sherkole      | 24 679          | Sherkole        |

En 2020, la population de la zone est estimée, par projection des taux de 2007, à 356 156 personnes.